# 기옌관코박쥐
기옌관코박쥐(Murina guilleni)는 애기박쥐과에 속하는 박쥐의 일종이다. 태국과 니코바르 제도에 널리 분포한다.

## 특징
작은 크기의 박쥐로 몸길이는 42~51,6mm, 전완장은 31.9~35.9mm, 꼬리 길이는 28.1~42mm이다. 발 길이는 7.7~9.4mm, 귀 길이는 11.4~15.2mm이고, 몸무게는 최대 8g이다.